# ولفدیتریش فیشر
ولفدیتریش فیشر (به آلمانی: Wolfdietrich Fischer) (متولد ۲۵ مارس ۱۹۲۸، در نورنبرگ، درگذشت ۲۷ مه ۲۰۱۳ در ارلنگن)، عربی‌شناس آلمانی بود. او بعد از فارغ‌التحصیلی از Melanchthon-Gymnasium در نورنبرگ، لغت‌شناسی زبان سامی، اسلام‌شناسی و ترک‌شناسی را در دانشگاه ارلنگن و مونیخ فراگرفت. استاد اصلی او عربی‌شناس هانس ویر Hans Wehr (۱۹۰۹-۱۹۸۱) بود. او دکترایش را در ۱۹۵۳ دریافت کرد.

## آثار
- Wilfried Kürschner (Hrsg.): Linguisten-Handbuch. Biographische und bibliographische Daten deutschsprachiger Sprachwissenschaftlerinnen und Sprachwissenschaftler der Gegenwart. Band 1: A–L. Tübingen 1994. ISBN 3-8233-5000-5. S. 235.